# دائرة تيميمون
دائرة تيميمون هي أحد دوائر ولاية تيميمون الجزائرية. وتضم الدائرة بلديتين هما:
- تيميمون
- أولاد سعيد

## الشوارع
- شارع فلسطين